# الکساندر کریستوف
الکساندر کریستوف (انگلیسی: Alexander Kristoff؛ زادهٔ ۵ ژوئیهٔ ۱۹۸۷) یک دوچرخه‌سوار اهل نروژ است.
از افتخارات وی می‌توان به کسب مدال برنز دوچرخه‌سواری جاده در بازی‌های المپیک تابستانی ۲۰۱۲ اشاره کرد.